# Lazuardia
Lazuardia är ett släkte av svampar. Lazuardia ingår i familjen Pyronemataceae, ordningen skålsvampar, klassen Pezizomycetes, divisionen sporsäcksvampar och riket svampar.